# Helge Braun
Helge Reinhold Braun, né le 18 octobre 1972 à Giessen, est un homme politique allemand, membre de la CDU.

## Carrière
Entre mars 2018 et décembre 2021, il est directeur de la chancellerie fédérale et ministre fédéral avec attributions spéciales dans le quatrième gouvernement fédéral d'Angela Merkel.
Il perd lors des élections fédérales de 2021 son mandat direct au Bundestag face au candidat SPD. Il est cependant réélu grâce à son bon positionnement sur la liste de la CDU.
Il est candidat à la présidence de la CDU en décembre 2021, à la suite de la démission d'Armin Laschet. C'est Friedrich Merz qui est élu.
En décembre 2024, il est élu président de l'université de Lübeck et prend ses fonctions le 1er avril 2025.